# 天野元嘉
天野 元嘉（あまの もとよし）は、戦国時代から江戸時代初期にかけての武将。毛利氏の家臣。天野隆重の五男。

## 出自
安芸天野氏は、藤原南家工藤氏の一族で安芸国に下向し国人化したもので、元祐の系統は天野政貞から始まる金明山天野氏にあたる。同じく安芸の国人である天野興次・天野興定・天野元定の一族の系統は生城山天野氏である。

## 生涯
永禄5年（1562年）、毛利氏に属する安芸国の国人である天野隆重の五男として生まれる。
天正11年（1583年）5月27日、父・隆重に所領を譲られ、輝元の承認を受けた。また、同年6月5日には吉川元春・元長父子に伯耆国と因幡国に存在した隆重の所領の相続を認められている。五男である元嘉が隆重の所領を相続したのは、長男の元明が天正年間に毛利輝元から隆重とは別に所領を与えられ、三男の元祐は叔父・隆良の家督を継いでいたためである。
天正15年（1587年）、吉川氏を相続した吉川経言（後の広家）へ吉川元春・元長父子と同様の昵懇を誓う起請文を提出し、その返答として同年7月5日には経言から起請文を受けている。
天正20年（1592年）から始まる文禄の役と慶長2年（1597年）から始まる慶長の役の2度にわたって朝鮮に渡海。帰国後、長い在番の功を賞され、輝元から感状を与えられた。
慶長5年（1600年）の関ヶ原の戦い後に毛利氏が減封されて長門国と周防国へ移ると、元嘉には周防国玖珂郡の久原村、長野村、午王内村、中曽祢村、樋余地村に1500石の所領を与えられ、久原村に居を構えた。
長男の兵衛入道浄心は眼病であったため、慶長17年（1612年）2月13日、浄心の長男・元重に家督を譲り、同年12月20日に死去。享年51。